# One Mic (ZORNの曲)
「One Mic」（ワン・マイク）は、日本のラッパー、ZORNが2020年8月19日に配信リリースした楽曲。"One Mic"（1本のマイク）をテーマに作られた楽曲で、ZORNのオファーに応える形でラッパーのKREVAが客演で参加し、コラボレーションが実現した。サウンドプロデュースはZORN、KREVA共に楽曲提供を受けたこともあるBACHLOGICが務めた。
配信ジャケットのカバー・アートワークはKenji.87、タイポグラフィはDOPEが担当。

## ミュージックビデオ

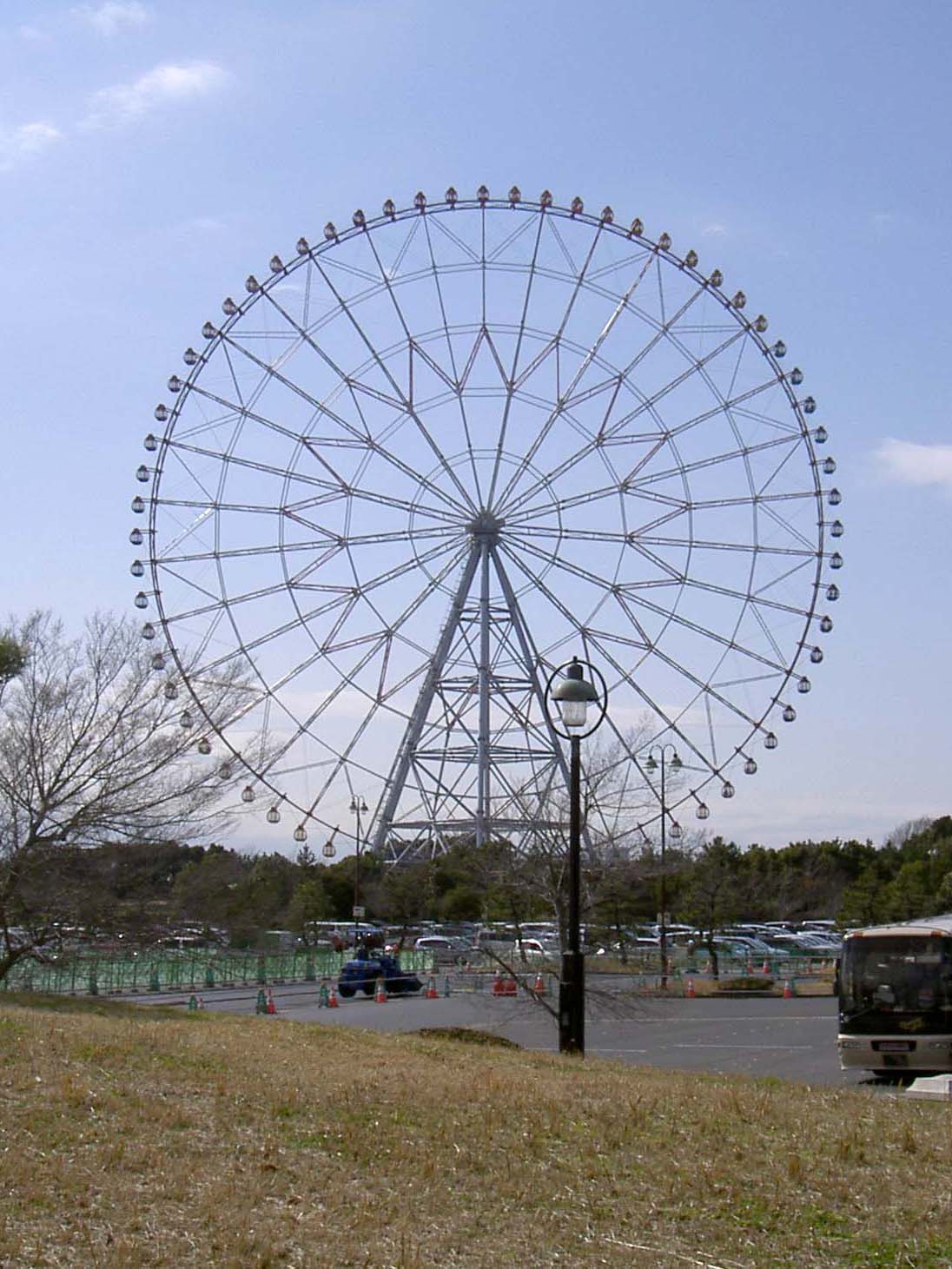
ミュージック・ビデオにも登場するダイヤと花の大観覧車

配信日の前日である2020年8月18日、「One Mic feat. KREVA」のミュージック・ビデオをYouTubeに公開した。ディレクターは映像作家の飛沫が担当し、東京都の葛飾区新小岩出身のZORN、東京都の江戸川区葛西育ちのKREVAにちなみ、撮影は東京の下町（線路や川沿いなど）を中心に行われた。リリックにも登場する葛西臨海公園にあるダイヤと花の大観覧車（運営：泉陽興業株式会社）が撮影協力している。

## ライブでの共演
2020年9月8日、神奈川県のぴあアリーナMMで開催されたKREVA主催の『908 FESTIVAL ONLINE 2020』にZORNが出演し、KREVAと共に「One Mic」を披露している。

## 記録
iTunes Storeなどといった音楽配信サイトにて配信が行われ、iTunesのシングル総合チャートでは1位を記録している。オリコンのデイリーデジタルシングル（単曲）ランキング（2020年8月19日付）では4,951DLで1位に初登場。週間デジタルシングル（単曲）ランキング（2020年8月31日付）では6,978DLで14位を記録した。Billboard JAPANのダウンロード・ソング・チャート“Download Songs”（2020年8月31日付）では11,163DLで初登場9位を記録している。

## 収録曲
| #         | タイトル                | 作詞        | 作曲      | 編曲      | 時間 |
| --------- | ----------------------- | ----------- | --------- | --------- | ---- |
| 1.        | 「One Mic feat. KREVA」 | ZORN, KREVA | BACHLOGIC |           | 4:11 |
| 合計時間: | 合計時間:               | 合計時間:   | 合計時間: | 合計時間: | 4:11 |

## チャート
| チャート                                | 最高順位 | 出典   |
| --------------------------------------- | -------- | ------ |
| Billboard Japan Download Songs          | 9        | [ 11 ] |
| オリコン 週間デジタルシングルランキング | 14       | [ 10 ] |